# Ryan Hunter-Reay
Ryan Christopher Hunter-Reay (Dallas, 17 de dezembro de 1980[carece de fontes?]) é um automobilista estadunidense. Foi campeão das 500 Milhas de Indianápolis e da temporada 2012 da IndyCar Series pela equipe Andretti Autosport.
Além de sua experiência na Indy, Hunter-Reay participou também de outras categorias, entre elas A1 Grand Prix, Corrida dos Campeões, American Le Mans Series e IMSA SportsCar Championship.

## Carreira

### Primeiros anos
Iniciou a carreira no kart, tendo conquistado diversos campeonatos ainda na juventude. Em 1998 competiu na Barber Dodge Pro Series, onde voltaria a competir entre 2000 e 2001. Ele ainda disputou a Atlantic Championship em 2002, vencendo 3 provas e terminando o campeonato em 6º lugar com 102 pontos.[carece de fontes?]

### CART / Champ Car
Em 2003, foi anunciado como piloto da American Spirit Team, equipe do ex-piloto Stefan Johansson que fazia sua estreia na CART, vencendo pela primeira vez em Surfers Paradise. Mesmo pilotando um carro considerado inferior em relação aos Lola das equipes de ponta, Hunter-Reay ainda conquistou um terceiro lugar em Mid-Ohio e terminou outras 4 provas entre os 10 primeiros, ficando em 14º lugar na classificação final. Passou ainda pelas equipes Herdez Motorsport (pela qual venceu o GP de Milwaukee em 2004) e Rocketsports, deixando a Champ Car em 2005 e ficando um ano sem competir em monopostos, mantendo-se em atividade na Rolex Grand-Am Sports Car Series, categoria pela qual disputou até 2013.[carece de fontes?]

### IndyCar Series

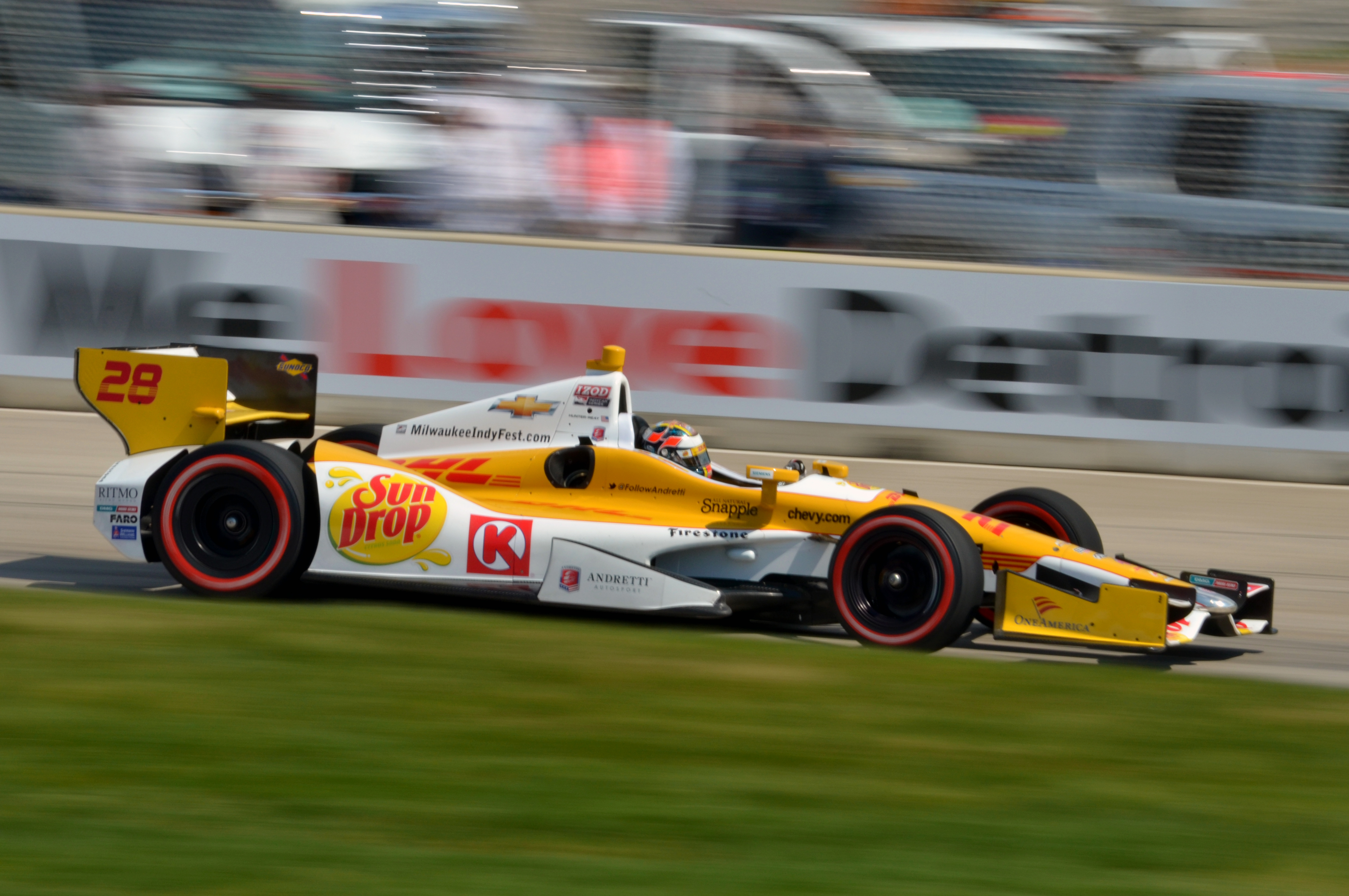
Carro de Ryan Hunter-Reay na IndyCar em 2012.

Pela IndyCar Series (então Indy Racing League), Hunter-Reay estreou em 2007, substituindo Jeff Simmons na equipe Rahal Letterman Racing a partir da etapa de Mid-Ohio. Embora tivesse disputado apenas 6 etapas, levou o prêmio de Rookie do ano ao terminar em 19º lugar ao final do campeonato, sendo o piloto com menos provas a conquistar a honraria. Foi mantido para a temporada 2008, conquistando sua primeira vitória na categoria em Watkins Glen após o então líder da prova, Scott Dixon, cometer um erro ao aquecer os pneus. Com a saída da Rahal da Indy em 2009, o piloto se mudou para a Vision Racing, onde chegou em segundo lugar em St. Petersburg antes de se transferir para a A. J. Foyt Enterprises, tendo um quarto lugar em Mid-Ohio como melhor posição final.
Em 2010, fechou contrato com a Andretti Autosport inicialmente para as 7 primeiras etapas da temporada, mas conseguiu o patrocínio da Izod para as demais corridas. Encerrou o campeonato com 3 pódios e ficou em 7º lugar com 445 pontos, renovando seu contrato com a Andretti até 2012. Hunter-Reay chegou a disputar as 500 Milhas de Indianápolis pela Foyt, que vendeu a vaga conquistada pelo brasileiro Bruno Junqueira.[carece de fontes?]
O ponto alto da carreira de Hunter-Reay foi na temporada 2012, quando venceu as 500 Milhas de Indianápolis após uma disputa apertada com Hélio Castroneves, e também sagrou-se campeão da IndyCar, tornando-se o primeiro piloto dos Estados Unidos campeão da categoria desde Sam Hornish, Jr. em 2006. Seguiu na Andretti até 2021, não tendo conseguido vaga em outras equipes para a temporada seguinte, embora tivesse atuado no desenvolvimento do britânico Callum Ilott na Juncos Hollinger Racing.[carece de fontes?]
Regressou à Indy em 2023, disputando as 500 Milhas de Indianápolis pela Dreyer & Reinbold Racing, onde chegou a liderar 8 voltas antes de terminar em 11º. Em junho do mesmo ano, foi anunciado como substituto de Conor Daly na Ed Carpenter Racing, disputando as 10 etapas restantes. Ele terminaria dispensado da ECR ao final da temporada, voltando a correr as 500 Milhas com a Dreyer & Reinbold, desta vez em parceria com a Cusick Motorsports.

## Resultados

### CART/Champ Car
| Ano  | Equipe                         | 1       | 2      | 3       | 4      | 5       | 6       | 7       | 8       | 9       | 10      | 11     | 12     | 13    | 14      | 15      | 16     | 17     | 18    | 19     | Pos. | Pts  |
| ---- | ------------------------------ | ------- | ------ | ------- | ------ | ------- | ------- | ------- | ------- | ------- | ------- | ------ | ------ | ----- | ------- | ------- | ------ | ------ | ----- | ------ | ---- | ---- |
| 2003 | American Spirit Team Johansson | STP Ret | MTY 12 | LBH 7   | BRH 16 | LAU 11  | MIL Ret | LS 12   | POR Ret | CLE 9   | TOR 11  | VAN 6  | ROA 10 | MDO 3 | MTL Ret | DEN Ret | MIA 12 | MXC 11 | SRF 1 | FON NH | 14º  | 64   |
| 2004 | Herdez                         | LBH 7   | MTY 8  | MIL 1   | POR 12 | CLE 11  | TOR 8   | VAN 8   | ROA 4   | DEN Ret | MTL Ret | LS 5   | LVS 13 | SRF 5 | MXC 19  |         |        |        |       |        | 9º   | 199* |
| 2005 | Rocketsports                   | LBH 13  | MTY 7  | MIL Ret | POR 15 | CLE Ret | TOR 6   | EDM Ret | SJO Ret | DEN 6   | MTL 12  | LVS 10 | SRF    | MXC   |         |         |        |        |       |        | 15º  | 110  |

- * Novo sistema de pontuação introduzido em 2004.

### IndyCar Series
(key) (Races in bold indicate pole position)
| Ano  | Equipe                                      | Chassis      | No. | Motor     | 1      | 2      | 3      | 4        | 5         | 6       | 7       | 8      | 9      | 10     | 11     | 12     | 13     | 14     | 15     | 16     | 17     | 18     | 19     | Posição | Pontos | Ref.   |
| ---- | ------------------------------------------- | ------------ | --- | --------- | ------ | ------ | ------ | -------- | --------- | ------- | ------- | ------ | ------ | ------ | ------ | ------ | ------ | ------ | ------ | ------ | ------ | ------ | ------ | ------- | ------ | ------ |
| 2007 | Rahal Letterman Racing                      | Dallara IR05 | 17  | Honda     | HMS    | STP    | MOT    | KAN      | INDY      | MIL     | TXS     | IOW    | RIR    | WGL    | NSH    | MDO 7  | MIS 6  | KTY 15 | SNM 18 | DET 18 | CHI 7  |        |        | 19th    | 119    | [ 14 ] |
| 2008 | Rahal Letterman Racing                      | Dallara IR05 | 17  | Honda     | HMS 7  | STP 17 | MOT1 7 | LBH1 DNP | KAN 18    | INDY 6  | MIL 15  | TXS 20 | IOW 8  | RIR 16 | WGL 1  | NSH 19 | MDO 10 | EDM 8  | KTY 9  | SNM 18 | DET 6  | CHI 9  | SRF2 3 | 8th     | 360    | [ 15 ] |
| 2009 | Vision Racing                               | Dallara IR05 | 21  | Honda     | STP 2  | LBH 11 | KAN 15 | INDY 32  | MIL 12    | TXS 16  |         |        |        |        |        |        |        |        |        |        |        |        |        | 15th    | 298    | [ 16 ] |
| 2009 | A. J. Foyt Enterprises                      | Dallara IR05 | 14  | Honda     |        |        |        |          |           |         | IOW 19  | RIR 15 | WGL 21 | TOR 7  | EDM 17 | KTY 14 | MDO 4  | SNM 19 | CHI 15 | MOT 21 | HMS 13 |        |        | 15th    | 298    | [ 16 ] |
| 2010 | Andretti Autosport                          | Dallara IR05 | 37  | Honda     | SAO 2  | STP 11 | ALA 12 | LBH 1    | KAN 5     | INDY 18 | TXS 7   | IOW 8  | WGL 7  | TOR 3  | EDM 5  | MDO 10 | SNM 8  | CHI 4  | KTY 21 | MOT 9  | HMS 11 |        |        | 7th     | 445    | [ 17 ] |
| 2011 | Andretti Autosport                          | Dallara IR05 | 28  | Honda     | STP 21 | ALA 14 | LBH 23 | SAO 18   | INDY3 DNQ | TXS 19  | TXS 9   | MIL 26 | IOW 8  | TOR 3  | EDM 7  | MDO 3  | NHM 1  | SNM 10 | BAL 8  | MOT 24 | KTY 5  | LVS4 C |        | 7th     | 347    | [ 18 ] |
| 2011 | A. J. Foyt Enterprises                      | Dallara IR05 | 41  | Honda     |        |        |        |          | INDY3 23  |         |         |        |        |        |        |        |        |        |        |        |        |        |        | 7th     | 347    | [ 18 ] |
| 2012 | Andretti Autosport                          | Dallara DW12 | 28  | Chevrolet | STP 3  | ALA 12 | LBH 6  | SAO 2    | INDY 27   | DET 7   | TXS 21  | MIL 1  | IOW 1  | TOR 1  | EDM 7  | MDO 24 | SNM 18 | BAL 1  | FON 4  |        |        |        |        | 1st     | 468    | [ 19 ] |
| 2013 | Andretti Autosport                          | Dallara DW12 | 1   | Chevrolet | STP 18 | ALA 1  | LBH 24 | SAO 11   | INDY 3    | DET 2   | DET 18  | TXS 2  | MIL 1  | IOW 2  | POC 20 | TOR 18 | TOR 19 | MDO 5  | SNM 6  | BAL 20 | HOU 20 | HOU 21 | FON 9  | 7th     | 469    | [ 20 ] |
| 2014 | Andretti Autosport                          | Dallara DW12 | 28  | Honda     | STP 2  | LBH 20 | ALA 1  | IMS 2    | INDY 1    | DET 16  | DET 19  | TXS 19 | HOU 7  | HOU 6  | POC 18 | IOW 1  | TOR 21 | TOR 14 | MDO 10 | MIL 21 | SNM 2  | FON 16 |        | 6th     | 563    | [ 21 ] |
| 2015 | Andretti Autosport                          | Dallara DW12 | 28  | Honda     | STP 7  | NLA 19 | LBH 13 | ALA 5    | IMS 11    | INDY 15 | DET 13  | DET 8  | TXS 18 | TOR 19 | FON 16 | MIL 13 | IOW 1  | MDO 7  | POC 1  | SNM 2  |        |        |        | 6th     | 435    | [ 22 ] |
| 2016 | Andretti Autosport                          | Dallara DW12 | 28  | Honda     | STP 3  | PHX 10 | LBH 18 | ALA 11   | IMS 9     | INDY 24 | DET 7   | DET 3  | RDA 4  | IOW 22 | TOR 12 | MDO 18 | POC 3  | TXS 13 | WGL 14 | SNM 4  |        |        |        | 12th    | 428    | [ 23 ] |
| 2017 | Andretti Autosport                          | Dallara DW12 | 28  | Honda     | STP 4  | LBH 17 | ALA 11 | PHX 13   | IMS 3     | INDY 27 | DET 13  | DET 17 | TEX 19 | ROA 14 | IOW 3  | TOR 6  | MDO 8  | POC 8  | GMP 15 | WGL 3  | SNM 8  |        |        | 9th     | 421    | [ 24 ] |
| 2018 | Andretti Autosport                          | Dallara DW12 | 28  | Honda     | STP 5  | PHX 5  | LBH 20 | ALA 2    | IMS 18    | INDY 5  | DET 2   | DET 1  | TXS 5  | ROA 2  | IOW 19 | TOR 16 | MDO 7  | POC 18 | GTW 20 | POR 2  | SNM 1  |        |        | 4th     | 566    | [ 25 ] |
| 2019 | Andretti Autosport                          | Dallara DW12 | 28  | Honda     | STP 23 | COA 3  | ALA 8  | LBH 5    | IMS 17    | INDY 8  | DET 5   | DET 4  | TXS 5  | ROA 11 | TOR 16 | IOW 17 | MDO 3  | POC 19 | GTW 8  | POR 18 | LAG 10 |        |        | 8th     | 420    | [ 26 ] |
| 2020 | Andretti Autosport                          | Dallara DW12 | 28  | Honda     | TXS 8  | IMS 13 | ROA 4  | ROA 22   | IOW 16    | IOW 22  | INDY 10 | GTW 7  | GTW 11 | MDO 5  | MDO 3  | IMS 19 | IMS 16 | STP 5  |        |        |        |        |        | 10th    | 315    | [ 27 ] |
| 2021 | Andretti Autosport                          | Dallara DW12 | 28  | Honda     | ALA 24 | STP 14 | TXS 16 | TXS 10   | IMS 12    | INDY 22 | DET 21  | DET 11 | ROA 13 | MDO 24 | NSH 4  | IMS 18 | GTW 7  | POR 15 | LAG 11 | LBH 23 |        |        |        | 17th    | 256    | [ 28 ] |
| 2023 | Dreyer & Reinbold Racing                    | Dallara DW12 | 23  | Chevrolet | STP    | TXS    | LBH    | ALA      | IMS       | INDY 11 | DET     |        |        |        |        |        |        |        |        |        |        |        |        | 26th    | 131    | [ 29 ] |
| 2023 | Ed Carpenter Racing                         | Dallara DW12 | 20  | Chevrolet |        |        |        |          |           |         |         | ROA 17 | MDO 19 | TOR 26 | IOW 23 | IOW 24 | NSH 16 | IMS 20 | GTW 14 | POR 21 | LAG 10 |        |        | 26th    | 131    | [ 29 ] |
| 2024 | Dreyer & Reinbold Racing Cusick Motorsports | Dallara DW12 | 23  | Chevrolet | STP    | THE    | LBH    | ALA      | IMS       | INDY 26 | DET     | ROA    | LAG    | MDO    | IOW    | IOW    | TOR    | GTW    | POR    | MIL    | MIL    | NSH    |        | 42nd    | 6      | [ 30 ] |
| 2025 | Dreyer & Reinbold Racing Cusick Motorsports | Dallara DW12 | 23  | Chevrolet | STP    | THE    | LBH    | ALA      | IMS       | INDY    | DET     | GTW    | ROA    | MDO    | IOW    | IOW    | TOR    | LAG    | POR    | MIL    | NSH    |        |        | -       | 0      |        |

#### Resultados de Ryan Hunter-Reay nas500 Milhas de Indianápolis
| Ano  | Chassi  | Motor     | Classificação      | Resultado          | Equipe                                         |
| ---- | ------- | --------- | ------------------ | ------------------ | ---------------------------------------------- |
| 2008 | Dallara | Honda     | 20                 | 6                  | Rahal Letterman Racing                         |
| 2009 | Dallara | Honda     | 32                 | 32                 | Vision Racing                                  |
| 2010 | Dallara | Honda     | 17                 | 18                 | Andretti Autosport                             |
| 2011 | Dallara | Honda     | Não se classificou | Não se classificou | Andretti Autosport                             |
| 2011 | Dallara | Honda     | 33                 | 23                 | A.J. Foyt Enterprises                          |
| 2012 | Dallara | Chevrolet | 3                  | 27                 | Andretti Autosport                             |
| 2013 | Dallara | Chevrolet | 7                  | 3                  | Andretti Autosport                             |
| 2014 | Dallara | Honda     | 19                 | 1                  | Andretti Autosport                             |
| 2015 | Dallara | Honda     | 16                 | 15                 | Andretti Autosport                             |
| 2016 | Dallara | Honda     | 3                  | 24                 | Andretti Autosport                             |
| 2017 | Dallara | Honda     | 10                 | 27                 | Andretti Autosport                             |
| 2018 | Dallara | Honda     | 14                 | 5                  | Andretti Autosport                             |
| 2019 | Dallara | Honda     | 22                 | 8                  | Andretti Autosport                             |
| 2020 | Dallara | Honda     | 5                  | 10                 | Andretti Autosport                             |
| 2021 | Dallara | Honda     | 7                  | 22                 | Andretti Autosport                             |
| 2023 | Dallara | Chevrolet | 18                 | 11                 | Dreyer & Reinbold Racing                       |
| 2024 | Dallara | Chevrolet | 12                 | 26                 | Dreyer & Reinbold Racing w/ Cusick Motorsports |